# Hersilia sumatrana
Hersilia sumatrana är en spindelart som först beskrevs av Tord Tamerlan Teodor Thorell 1890.  Hersilia sumatrana ingår i släktet Hersilia och familjen Hersiliidae. Inga underarter finns listade i Catalogue of Life.